# Oconto Falls (hrabstwo Oconto)
Oconto Falls – miejscowość w Stanach Zjednoczonych, w stanie Wisconsin, w hrabstwie Oconto.